# رونالد جيه غاران
رونالد جيه غاران (بالإنجليزية: Ronald J. Garan Jr.)‏ (و. 1961 – م) هو ضابط، ورائد فضاء، وطيار مقاتل من الولايات المتحدة الأمريكية . ولد في يونكيرس.

## ريادة الفضاء
شارك في المهمات الفضائية:
- البعثة 27
- اس.ت.اس 124
- البعثة 28
- Soyuz TMA-21.

## التعليم
تعلم في جامعة فلوريدا

## الخدمة العسكرية
خدم في القوات الجوية الأمريكية.

## جوائز
حصل على جوائز منها:
- جائزة الشجاعة طيران
- وسام الجو.

## روابط خارجية
- رونالد جيه غاران على موقع IMDb (الإنجليزية)